# Аргиропулос, Эммануил
Эммануи́л Аргиро́пулос (греч. Εμμανουήλ Αργυρόπουλος; 1889 — 4 апреля 1913, Лангадас) — греческий лётчик, пионер греческой авиации. 

## Первый полет в Греции
Аргиро́пулос был первоначально инженером-строителем, но, оставив свою профессию, уехал в Париж учиться на пилота. В конце января 1912 года, получив диплом пилота, Аргиропулос вернулся в Грецию вместе с монопланом Nieuport IV.G (50 лошадиных сил), приобретенным на собственные деньги.
8 февраля 1912 года Аргиропулос стал первым греческим авиатором, совершившим полет в самой Греции. Это событие получило широкую огласку в греческой прессе. После взлета с полосы в Афинах Аргиропулос совершил 16-минутный полет над городом, включая полет над Акрополем. Через час он совершил второй полет с пассажиром, которым был премьер-министр Греции Венизелос. Венизе́лос был энтузиастом идеи воздушной войны и заявлял, что Греция должна немедленно получить преимущество, внедрив это новое оружие.

## Балканские войны и смерть
С началом Балканской войны в октябре 1912 года, Аргиропулос вступил в военную авиацию в звании младшего лейтенанта со своим личным самолётом красной окраски под именем Алкиона.
4 апреля 1913 года, Аргиропулос вылетел из Салоник на захваченном у турок после сдачи города самолёте Blériot XI, имевшем ещё османскую окраску черепичного цвета. Полет был разведывательным, целью его было выявление болгарских позиций накануне войны. Самолёт попал в зону мощной турбулентности и упал в районе Лангадаса, недалеко от Салоник.
Аргиропулос и его пассажир, поэт Константинос Манос, погибли. Гибель Аргиропулоса была первой потерей для греческой авиации и ознаменовала также конец авиационной деятельности в Первой Балканской войне.